# Hyperbelbahn

Verschiedene mögliche Bahnen um einen massiven Körper F im Brennpunkt dieser Bahnen: Kreis (e = 0), Ellipse (e = 0,5), Parabel (e = 1) und Hyperbel (e = 2). e bezeichnet dabei die Exzentrizität.

Als Hyperbelbahn wird in der Astronomie und Himmelsmechanik die Bahn eines Himmelskörpers bezeichnet, wenn sie bezüglich eines schwereren Körpers die Form einer Hyperbel hat. Dies ist nur der Fall, wenn die  Bahngeschwindigkeit die Fluchtgeschwindigkeit des massiveren Körpers übersteigt.
Im Unterschied zu den elliptischen geschlossenen Keplerbahnen sind hyperbolische Bahnen offen und haben eine numerische Exzentrizität e größer als 1; der Grenzfall zwischen Ellipsen- und Hyperbelform wäre die Parabel mit e = 1.

## Mögliche Fälle
Während Hyperbelbahnen relativ zu einem bestimmten Zentralkörper öfter vorkommen, sind sie bezüglich des Inertialraums wesentlich seltener. Dort sind hyperbelähnliche Bahnkurven bei genauerer Analyse meist sehr langgestreckte Ellipsenbahnen.
Einige solcher Fälle sind:
- Ein Marsmeteorit, der auf der Erde einschlägt: bezüglich der Erde liegt eine Hyperbelbahn vor, im Planetensystem hingegen eine Hohmann-Transferellipse
- ein sporadischer Meteor aus dem äußeren Sonnensystem: wie oben
- ein Himmelskörper aus der Umgebung benachbarter Sterne: relativ zur Sonne eine Hyperbelbahn, zur Milchstraße annähernd eine Kreisbahn
- ein kleiner, sehr schneller Partner mancher Doppelsterne, die gravitativ nicht aneinander gebunden sind. Dies könnte z. B. bei Alkor und Mizar im Großen Wagen der Fall sein.